# Chaplins Yndlingsbeskæftigelse
Chaplins Yndlingsbeskæftigelse er en amerikansk stumfilm fra 1914 af George Nichols.

## Medvirkende
- Charles Chaplin
- Roscoe 'Fatty' Arbuckle
- Peggy Pearce
- Frank Opperman
- Helen Carruthers